# August Cieszkowski
August de Cieszkowski armories Dołęga, né le 12 septembre 1814 à Nowa Sucha (voïvodie de Mazovie) et mort le 12 mars 1894 à Wierzenica (Grande-Pologne), est un philosophe, économiste et militant politique polonais, membre du courant des Jeunes hégéliens et créateur de la « Philosophie de l'action ».

## Contexte historique
Sa vie se déroule à une époque où, après le congrès de Vienne (1815), la Pologne est partagée entre différents États : la Prusse (Grand-duché de Posen), la Russie (royaume de Pologne, ancien grand-duché de Lituanie) et l'Autriche (Galicie), Cracovie étant une République autonome jusqu'en 1846, puis annexée par l'Autriche.
L'histoire polonaise est alors marquée par plusieurs crises : l'insurrection du royaume de Pologne en 1830-1831, dont l'échec provoque le phénomène de la Grande Émigration ; celle de Cracovie en 1846 ; celle de la Posnanie en 1848 ; l'insurrection de 1863, de nouveau dans le royaume de Pologne.

## Biographie
August Cieszkowski fait ses études supérieures à l'université Jagellonne de Cracovie et, à partir de 1832, à l'université Humboldt de Berlin où il s'intéresse à la philosophie de Hegel à travers les écrits de Karl Ludwig Michelet, qui devient un de ses grands amis. En 1838, Cieszkowski obtint un doctorat de philosophie à l'université de Heidelberg.
Après cela, il voyage à travers l'Europe, visitant la France, où se trouvent la plupart des exilés polonais, notamment Adam Mickiewicz, l'Italie et l'Angleterre. En 1840, il revient en Pologne et, en 1843, s'installe définitivement à Wierzenica, près de Poznań (Posen).
En 1848, Cieszkowski participe à la fondation de la Ligue polonaise (Liga Polska). Membre de l'Assemblée nationale prussienne de 1848 à 1855, il tente vainement d'obtenir la création d'une université à Poznań.
En 1857, il est cofondateur de la Société des amis des arts et des sciences de Poznań, dont il est président à trois reprises (1857-1858, 1861-1868, 1885). Cette société est la plus importante de Pologne dans le domaine des arts et des sciences jusqu'à la création de l'Académie polonaise des arts et sciences à Cracovie. En 1870, il fonde l'École Halina d'agriculture à Żabikowo (Halina est le prénom de son épouse décédée en 1861). En 1873, il est élu membre de l'Académie polonaise des arts et sciences de Cracovie.
En 1887, il reçoit le titre de docteur honoris causa de l'université Jagellonne .

## Œuvre
Son livre Prolégomènes à l'historiosophie publié à Berlin en 1838, qui fut tiré de l'oubli en 1973 par Guy Debord et les éditions Champ Libre, est parmi les ouvrages philosophiques les plus importants du XIXe siècle. On peut considérer les Prolégomènes, à la suite de Debord, comme une plaque tournante décisive entre Hegel et le jeune Marx. Ce livre fut publié un an avant les écrits de Ludwig Feuerbach, et par bien des côtés est plus important ayant été le premier à formuler une théorie de la praxis.
Lorsque parurent les Prolégomènes en 1838, Hegel était mort depuis sept ans, en pleine gloire. Le système qu'il avait édifié était devenu la philosophie officielle de la Prusse. L'impression générale prévalait en Allemagne que le dernier mot de la philosophie avait été dit, même si à cause de La Vie de Jésus de David Strauss (1835) la scission avait été consommée entre Jeunes et Vieux Hégéliens. Mais avec ses Prolégomènes, Cieszkowski se propose d'appliquer la dialectique à la philosophie de l'histoire et de dévoiler ainsi l'avenir. Selon lui, l'histoire forme une totalité organique et l'avenir en fait partie, comme le passé et le présent. Et Cieszkowski de pousser plus avant en affirmant que si les deux premières étapes de l'humanité se caractérisent par l' être et la pensée, la synthèse des deux réside dans l'action ou praxis. Ainsi s'achèverait la philosophie qui toutefois pourrait subsister en se mettant au service de la praxis. C'est pourquoi Moses Hess, Bakounine et Alexandre Herzen virent en Cieszkowski l'un des pères spirituels du radicalisme hégélien.
L'apport philosophique le plus important de Cieszkowski est certainement son influence, à travers Moses Hess, sur le jeune Karl Marx. En effet, Moses Hess, qui fut un proche de Marx à partir de 1841, avait adopté la théorie de Cieszkowski selon laquelle le dualisme entre conscience et action se résoudrait dans la praxis révolutionnaire donnant lieu à une nouvelle société. Plusieurs aspects de la pensée de Marx sur l'aliénation, la transition de la société capitaliste vers une société communiste et sur la nature de cette société communiste doivent beaucoup à Cieszkowski.
Les Prolégomènes à l'historiosophie préfigurent certaines thèses des avant-gardes du XXe siècle, notamment celles de l'Internationale situationniste.

## Citation
« Mais comme la réflexion et la pensée ont supplanté les beaux-arts, l’action et l’intervention sociale supplanteront désormais la véritable philosophie. Aussi la conscience, à cet instant précis, se hâte-t-elle de pénétrer partout et à peine parvenue à elle-même, cherche maintenant à précipiter l’action. »

— Prolégomènes à l'historiosophie

### Œuvres d'August von Cieszkowski en français
- Prolégomènes à l'historiosophie, Berlin, 1838, traduit de l'allemand par Michel Jacob, éditions Champ Libre, Paris, 1973, 151 p. (ISBN 2-85184-002-9)
- Du crédit et de la circulation, Paris, Treuttel et Wurtz, 1839, 314 p. [lire en ligne] (2e éd. Paris, Guillaumin, 1847, 404 p. [lire en ligne] ; 3e éd. revue et augmentée, Paris, Guillaumin, 1884, 444 p. [lire en ligne])
- De la pairie et de l'aristocratie moderne, Paris, Amyot, 1844, 164 p. [lire en ligne] (rééd. 1908)
- Sur les moyens d'améliorer le sort de la population des campagnes. Discours prononcé au Congrès agricole de Berlin, le 17 mai 1845, trad. Marc-Antoine Julien, Batignolles, Hennuyer, 1846, 11 p. [lire en ligne]
- Notre Père : Introduction, Société française d'imprimerie et de librairie, 1906 (rééd. 1927, 1928, 1929)

### Textes sur August von Cieszkowski
- Keith Sanborn, « Art, théorie, praxis », texte inclus dans l'ouvrage collectif In situs, Gruppen éditions, 2013.
- Christophe Bouton, « L’histoire de l’avenir. Cieszkowski lecteur de Hegel », in Revue germanique internationale, n° 8, Théologies politiques du Vormärz. De la doctrine à l'action (1817-1850), 2008, p. 77-92 [lire en ligne] DOI https://doi.org/10.4000/rgi.375
- André Liebich, Between ideology and utopia The politics and philosophy of August Cieszkowski, Dordrecht, Reidel, 1979 (cf. SUDOC)
- Walter Kühne, Graf August Cieszkowski, ein Schüler Hegels und des deutschen Geistes : ein Beitrag zur Geschichte des deutschen Geisteseinflusses auf die Polen, Nendeln, Kraus Reprint, 1968 (SUDOC)